# Magie (X-Men)
Pour les articles homonymes, voir Magie.
Illyana Raspoutine, alias Magie (« Magik » en VO) est une super-héroïne évoluant dans l'univers Marvel de la maison d'édition Marvel Comics. Créé par le scénariste Len Wein et le dessinateur Dave Cockrum, le personnage de fiction apparaît pour la première fois dans le comic book Giant-Size X-Men en mai 1975.
Liée à l'origine à l'équipe des X-Men, Illyana Raspoutine n'était au départ qu'un personnage secondaire destiné à étoffer l'historique de Piotr Raspoutine, alias le X-Man Colossus dont elle est la jeune sœur. Mais, sous l’impulsion du scénariste Chris Claremont et du dessinateur Sal Buscema, le personnage obtient un rôle plus important et devient Magie (« Magik » en VO) à partir du comic book Magik: Storm and Illyana (en) #1 en décembre 1983.
Illyana Raspoutine est une mutante capable de se téléporter. Elle est aussi une sorcière expérimentée.
Au cinéma, le personnage apparaît dans le film Les Nouveaux Mutants (2020), incarné par l’actrice Anya Taylor-Joy.

## Biographie du personnage

### Origines
Illyana Rasputine nait dans le kolkhoze Oust-Ordynski près du lac Baïkal en Sibérie, dans l'URSS. Elle est la fille de Nikolai Rasputin et d’Alexandra Natalya Rasputina. Elle a deux frères : Mikhail et Piotr, alias le X-Man Colossus. Ils sont les descendants de Grigori Raspoutine.

### Magik
En décembre 1983, dans Magik: Storm and Illyana (en) #1, le personnage d'Illyana Rasputine prend de l'ampleur : elle passe en effet plusieurs années dans une dimension infernale, les « Limbes » du démon Belasco où elle gagne des talents de sorcière et développe sa capacité mutante de créer des disques de téléportation. La particularité de ses disques est de transporter ses utilisateurs en les faisant transiter par les Limbes.
Illyana devient alors proche d'une autre membre des X-Men, la jeune Kitty Pryde (« Étincelle » en VF, « Shadowcat » en VO) et rejoint l'équipe des Nouveaux Mutants. Elle prend comme nom de code Magie (« Magik » en VO).
Elle sera ensuite l'une des victimes du virus Legacy. Ressuscitée dans les Limbes par Belasco, qui avait toujours besoin d'elle pour garder son domaine, elle finit par lui échapper et retourne avec les X-Men et les Nouveaux Mutants sur l'île d'Utopia.

## Pouvoirs et capacités

### Capacités
En complément de ses pouvoirs, Illyana Raspoutine possède la force normale d’une jeune fille de son âge et de sa constitution qui pratique un exercice physique régulier et modéré. Elle est par ailleurs une bonne combattante à l’épée et à la hache.
Sous son apparence d'adolescente, elle parle couramment le russe et l’anglais, et peut déchiffrer au moins une langue démoniaque.

### Pouvoirs

#### Téléportation

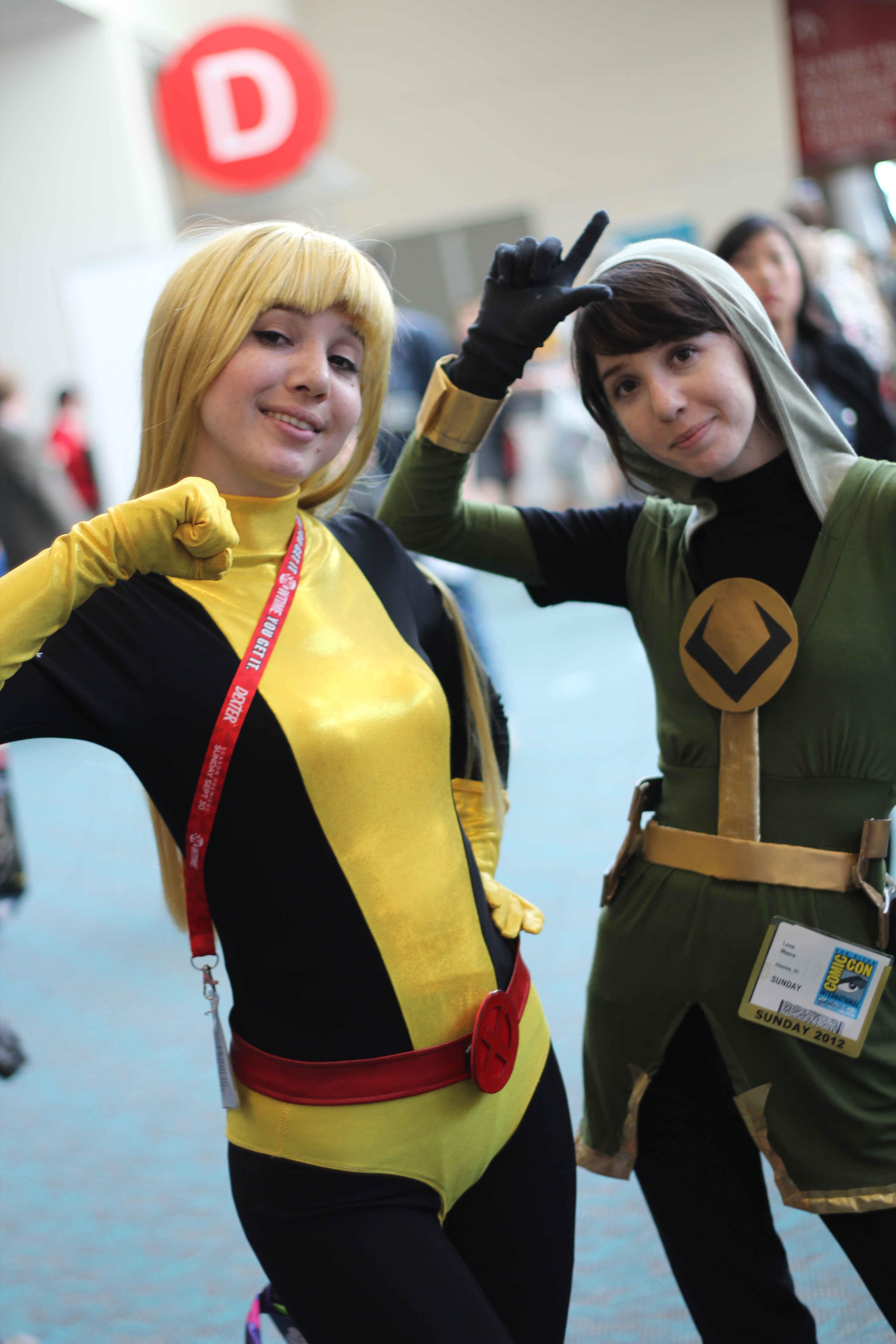
Cosplay d'Illyana Raspoutine (à g.) avec son costume des X-Men.

Illyana Raspoutine possède la capacité mutante de se téléporter, elle-même ou avec d'autres personnes, à travers le temps et l'espace. Elle invoquait à ces débuts ce qu'elle appelait des « disques de téléportation » qui faisaient partie de la dimension connue sous le nom des « Limbes ».
Lorsqu'elle convoquait un disque de téléportation, elle utilisait les Limbes comme point intermédiaire avant de se téléporter vers un autre endroit. Elle a réussi à se téléporter à travers des continents, et même à des distances interplanétaires et intergalactiques à l'occasion.
Contrairement à la plupart des personnages utilisant la téléportation dans l'univers Marvel (par exemple Diablo ou Lila Cheney), elle peut se téléporter dans l'espace mais aussi dans le temps. Elle s'est téléportée pendant des heures, des jours ou des siècles dans le passé et le futur, surtout à ses débuts quand elle avait du mal à moduler son pouvoir. A cette époque, elle voyageait souvent par inadvertance dans le temps et l'espace lorsqu'elle avait l'intention de se téléporter uniquement dans l'espace. Plus la distance sur laquelle elle se téléportait était grande, plus la marge d'erreur était importante en ce qui concerne son point d'arrivée. 
Après qu'Illyana a absorbé toutes les Limbes, ses disques de téléportation ont cessé d'exister ; maintenant, quand elle se téléporte, des images infernales de fantômes, de dragons ou d'autres créatures surnaturelles apparaissent.

#### Sorcellerie
En tant que Sorcière suprême de sa dimension des « Limbes », Illyana Raspoutine maîtrise la magie noire des Limbes accordée par Chton et la magie blanche de la Terre héritée d’Oshtur, une des trois divinité Vishanti.
Dans les Limbes, après avoir eu accès aux connaissances en sorcellerie de Belasco, elle était capable de lancer n'importe lequel de ses sorts. Sa sorcellerie était un mélange unique de la magie noire apprise de Belasco, et de la magie blanche enseignée via la lignée d'une Ororo Munroe (Tornade) issue d'une réalité alternative.
Sur Terre, sa magie se limitait à la projection astrale, la détection de présences mystiques, la scrutation et au lancement de sorts très simples.
Depuis qu'elle a absorbé les Limbes et qu'elle est devenue la disciple du Docteur Strange, sa magie sur Terre a été considérablement améliorée, comme lorsqu'elle a utilisé des sorts appris auprès du Docteur Strange pour détruire des robots Sentinelles avancées.

### Équipement
Quand Illyana Raspoutine utilise ses pouvoirs magiques de façon intensive, une armure mystique apparaît sur son corps en plus de caractéristiques démoniaques, telles que des cornes et des sabots.
Son armure mystique dévie (ou limite) les attaques à la fois physiques et magiques. Elle lui fournit également une protection contre le virus transmode (en) et une force surhumaine, ce qu'elle a démontré quand elle a projeté dans les airs le démon géant S'ym sur plusieurs mètres.

## Versions alternatives

### Age of Apocalypse
Dans ce monde, Illyana est la dernière téléporteuse spatio-temporelle. Les X-Men cherchent à la libérer des camps d'Apocalypse pour utiliser son pouvoir.

### Les Exilés
Illyana Raspoutine apparaît aussi dans la dimension alternative des Exilés. Dans cette réalité, il s'agit d'une personne peu fiable, prête à tout pour atteindre ses objectifs. On apprend aussi qu'avant de partir réparer les réalités, elle a assassiné toute sa famille. Elle possède les mêmes pouvoirs que Magik sur la Terre-616, c’est-à-dire la téléportation et divers pouvoirs magiques.
Elle possède également une épée enchantée quasi indestructible (« Soulsword »). Elle fut tuée alors qu'elle essayait de parlementer avec un ennemi impitoyable. Celui-ci l'a étranglée, pensant qu'elle lui était inutile.

## Apparitions dans d'autres médias

### Cinéma

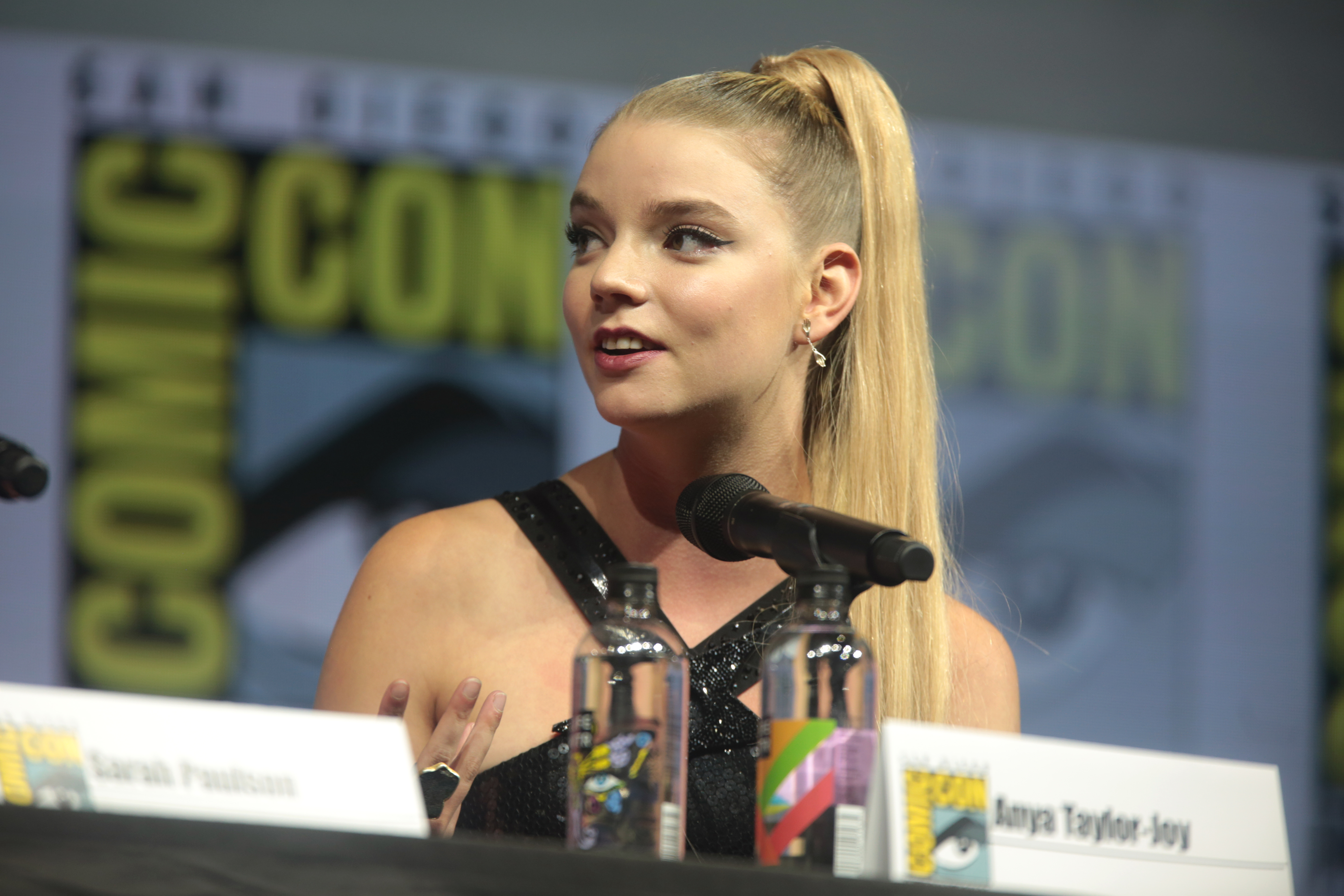
Le personnage est interprété par Anya Taylor-Joy dans la franchise X-Men.

L'actrice Anya Taylor-Joy incarne le personnage d'Illyana Rasputin dans le film The New Mutants de Josh Boone, sorti en 2020.

### Jeux vidéo
- Marvel : Tournoi des champions (2014)
- Marvel: Future Fight (2015)
- Marvel's Midnight Suns (2022)
- Marvel Snap (2022)
- Marvel Rivals (2024)